# Janine Belton
Janine Claire Belton, nach Heirat Janine Claire Usher (* 23. November 1979 in Bradford, England), ist eine ehemalige britische Schwimmerin. Sie gewann eine Goldmedaille bei einer Weltmeisterschaft auf der 50-Meter-Bahn.

## Sportliche Karriere
Janine Belton schwamm bei den Olympischen Sommerspielen 1996 in Atlanta in der britischen 4-mal-200-Meter-Freistilstaffel. Janine Belton, Vicky Horner, Claire Huddart und Karen Pickering schieden in den Vorläufen mit der zehntbesten Zeit aus. 1999 bei der Universiade in Palma de Mallorca verfehlte Belton über 100 und 200 Meter Freistil jeweils den Finaleinzug. Mit der 4-mal-100-Meter-Freistilstaffel erreichte sie den fünften Platz, die 4-mal-200-Meter-Freistilstaffel gewann die Bronzemedaille.
Im September 2000 bei den Olympischen Spielen in Sydney hatte die britische 4-mal-200-Meter-Freistilstaffel mit Nicola Jackson, Karen Legg, Janine Belton und Karen Pickering auf dem sechsten Platz fünf Sekunden Rückstand auf den dritten Platz. Im Jahr darauf bei den Weltmeisterschaften 2001 in Fukuoka gewannen Nicola Jackson, Janine Belton, Karen Legg und Karen Pickering den Weltmeistertitel mit über zweieinhalb Sekunden Vorsprung vor den Deutschen. Die Bronzemedaille ging an die Japanerinnen, nachdem die zweitbeste Staffel der Vorläufe aus Australien im Finale genauso disqualifiziert worden war wie die viertbeste Staffel der Vorläufe aus den Vereinigten Staaten. Bei den Commonwealth Games 2002 in Manchester schied Belton über 200 Meter Freistil im Vorlauf aus.
2003 bei den Weltmeisterschaften in Barcelona belegte die britische 4-mal-200-Meter-Freistilstaffel den vierten Platz. Bei der Universiade in Daegu wurde Belton Vierte mit der 4-mal-100-Meter-Lagenstaffel und Siebte über 100 Meter Freistil.
Die 1,65 Meter große Janine Belton studierte an der Loughborough University und startete für den Loughborough Sports Club.